# Шиманьский, Дамиан
Дамиа́н Шима́ньский (пол. Damian Szymański; род. 16 июня 1995, Красник, Люблинское воеводство) — польский футболист, полузащитник клуба АЕК и сборной Польши. Участник чемпионата мира 2022.

## Биография
Шиманьский начал свою футбольную карьеру в польском клубе «Белхатув» в 2013 году. Он выступал за этот клуб до 2016 года. Сезон 2016/17 провёл в клубе «Ягеллония» из Белостока. В сезоне 2017/18 перешёл в плоцкую «Вислу». Провёл 4 матча за сборную Польши.
В январе 2019 года было объявлено о переходе футболиста в грозненский «Ахмат», с которым Шиманьский заключил контракт на 4,5 года. Сумма трансфера составила 1,5 млн евро. В клубе игрок выступал под номером 8. 2 марта 2019 года Шиманьский впервые вышел на поле в составе «Ахмата» в выездном матче против казанского «Рубина». В «Ахмате» играл на позиции левого защитника, хотя основная его позиция — центральный полузащитник.

## Достижения
АЕК (Афины)
- Чемпион Греции: 2022/23